# Marc Sand
Marc Sand (* 23. Jänner 1988 in Villach) ist ein österreichischer Fußballspieler.

## Karriere
Der Stürmer begann beim SV Wernberg mit dem Fußballspielen, wo er bis 2002 spielte. Anschließend wechselte er zum FC Kärnten. Bei den Kärntnern gelang Sand 2005 der Sprung in die Kampfmannschaft. Er absolvierte insgesamt 37 Ligaspiele in der Ersten Liga  für den Verein, in denen er zehn Treffer erzielen konnte. Als Mannschaftskapitän der österreichischen U-19-Nationalmannschaft nahm er im selben Jahr an der U-19-Fußball-Europameisterschaft 2007 im eigenen Land teil. Österreich schied in der Gruppenphase aus.
Zur Saison 2007/08 wechselte Marc Sand nach Deutschland zum VfL Bochum. Dort war er zunächst Stammspieler in der Oberliga-Mannschaft und wurde in der Hinrunde 14 mal eingesetzt, er war aber auch für das Bundesligateam gemeldet. In der Rückrunde zog er sich einen Innenbandriss zu und fiel mehrere Monate verletzt aus. 2008/09 wurde er an den österreichischen Bundesligisten FK Austria Wien verliehen. Bei den Veilchen wurde er aber nur für das Amateurteam in der zweithöchsten österreichischen Spielklasse eingesetzt.
Im Jänner 2009 löste Marc Sand sowohl seinen Leihvertrag in Wien und den Vertrag in Bochum auf. Daraufhin kehrte Marc Sand endgültig in seine Heimat zurück und unterschrieb einen Vertrag bei SK Austria Kärnten, wo er zu seinem ersten Bundesligaeinsatz kam. Sand wurde am 18. März 2009 im Spiel gegen den FC Red Bull Salzburg in der 64. Minute für Haris Bukva eingewechselt. In diesem Spiel erzielte er das 2:0. Im Winter 2009/10 wurde der Vertrag von Sand bei den Kärntnern aufgelöst. Er unterzeichnete Anfang Jänner einen Vertrag beim FC Pasching.
Zur Saison 2010/11 wechselte er zu Dynamo Dresden, wo er einen Einjahresvertrag unterschrieb. Im Jänner 2011 wurde der Vertrag im gegenseitigen Einvernehmen vorzeitig aufgelöst. Daraufhin wurde er von Bayer 04 Leverkusen für deren 2. Mannschaft verpflichtet. Im Sommer 2011 kehrte Sand nach Österreich zurück und unterschrieb einen Vertrag beim Kapfenberger SV.
Nach nur zwölf Saisoneinsätzen und einem Tor in der Saison 2011/12 wechselte Sand zum SK Austria Klagenfurt in die Regionalliga und nach nur einem halben Jahr weiter zum Sv Wernberg in die Kärntner Unterliga. Nach einem halben Jahr schloss er sich dem SV Rosegg an. In fünf Spielzeiten in Rosegg kam er zu 117 Einsätzen, in denen er 168 Tore erzielte.
Zur Saison 2018/19 wechselte Sand zu ASKÖ Schiefling.